# Damiano Cunego
Damiano Cunego (Cerro Veronese, Verona, 19 de setembre de 1981) és un exciclista italià, professional entre el 2002 i el 2018. La seva especialitat eren les clàssiques d'un sol dia.
Cunego va guanyar el Giro de 2004 amb només 22 anys, guanyant el seu company d'equip Gilberto Simoni. En els anys següents, Cunego no va estar entre els millors per lluitar per la victòria. Tot i així, el corredor va millorar en contrarellotge i es va endur victòries en clàssiques prestigioses com la Volta a Llombardia o l'Amstel Gold Race.
Al mundial de ciclisme en ruta 2008 va guanyar la medalla de plata, essent superat pel seu company de la Lampre, Alessandro Ballan.

## Palmarès
- 1998
  - 1r al Giro de la Lunigiana
- 1999
  -  Campió del món júnior en ruta
- 2000
  - 1r a la Bassano-Monte Grappa
- 2002
  - 1r al Giro d'Oro
  - 1r al Giro del Medio Brenta
- 2003
  - 1r del Tour del llac Qinghai i vencedor d'una etapa
- 2004
  - 1r de la classificació UCI
  -  1r del Giro d'Itàlia i vencedor de 4 etapes
  - 1r de la Volta a Llombardia
  - 1r del Giro del Trentino i vencedor de 2 etapes
  - 1r del Giro dels Apenins
  - 1r del Gran Premi Nobili Rubinetterie
  - 1r del Gran Premi Fred Mengoni
  - 1r dels Due Giorni Marchigiana
  - 1r al Gran Premi de la indústria i l'artesanat de Larciano
  - 1r del Memorial Marco Pantani
- 2005
  - 1r al Trofeu Melinda
  - 1r del Gran Premi Nobili Rubinetterie
  - 1r de la Japan Cup
  - Vencedor d'una etapa al Tour de Romandia
- 2006
  - 1r del Giro d'Oro
  - 1r del Giro del Trentino i vencedor d'una etapa
  - 1r al Gran Premi de la indústria i l'artesanat de Larciano
  - 1r de la Setmana Internacional Coppi i Bartali i vencedor d'una etapa
  -  1r de la Classificació dels joves al Tour de França
- 2007
  - 1r de la Volta a Llombardia
  - 1r del Giro del Trentino i vencedor de 2 etapes
  - 1r del Gran Premi Bruno Beghelli
  - Vencedor d'una etapa de la Volta a Alemanya
- 2008
  - 1r de l'Amstel Gold Race
  - 1r de la Volta a Llombardia
  - 1r de la Japan Cup
  - 1r al Gran Premi de Primavera
  - Vencedor d'una etapa de la Volta a Euskadi
- 2009
  - 1r a la Settimana internazionale di Coppi e Bartali i vencedor de 2 etapes
  - Vencedor de 2 etapes de la Volta a Espanya
- 2011
  - 1r al Giro dels Apenins
  - Vencedor d'una etapa del Giro a Sardenya
  - Vencedor d'una etapa al Tour de Romandia
- 2013
  - Vencedor d'una etapa de la Setmana Internacional Coppi i Bartali
- 2017
  - Vencedor d'una etapa de la Volta al llac Qinghai

### Resultats al Giro d'Itàlia
- 2003. 34è de la classificació general
- 2004.  1r de la classificació general. Vencedor de 4 etapes. Porta la maglia rosa durant 11 etapes
- 2005. 18è de la classificació general
- 2006. 4t de la classificació general
- 2007. 5è de la classificació general
- 2009. 18è de la classificació general
- 2010. 11è de la classificació general
- 2012. 6è de la classificació general
- 2014. 19è de la classificació general
- 2015. Abandona (18a etapa)
- 2016. 44è de la classificació general

### Resultats al Tour de França
- 2006. 11è de la classificació general.  1r de la Classificació dels joves
- 2008. Abandona (19a etapa)
- 2010. 29è de la classificació general
- 2011. 6è de la classificació general
- 2013. 55è de la classificació general

### Resultats a la Volta a Espanya
- 2004. 16è de la classificació general
- 2007. Abandona (16a etapa)
- 2008. Abandona (16a etapa)
- 2009. Abandona (17a etapa). Vencedor de 2 etapes
- 2012. 33è de la classificació general
- 2014. 76è de la classificació general